# Aufsitzen

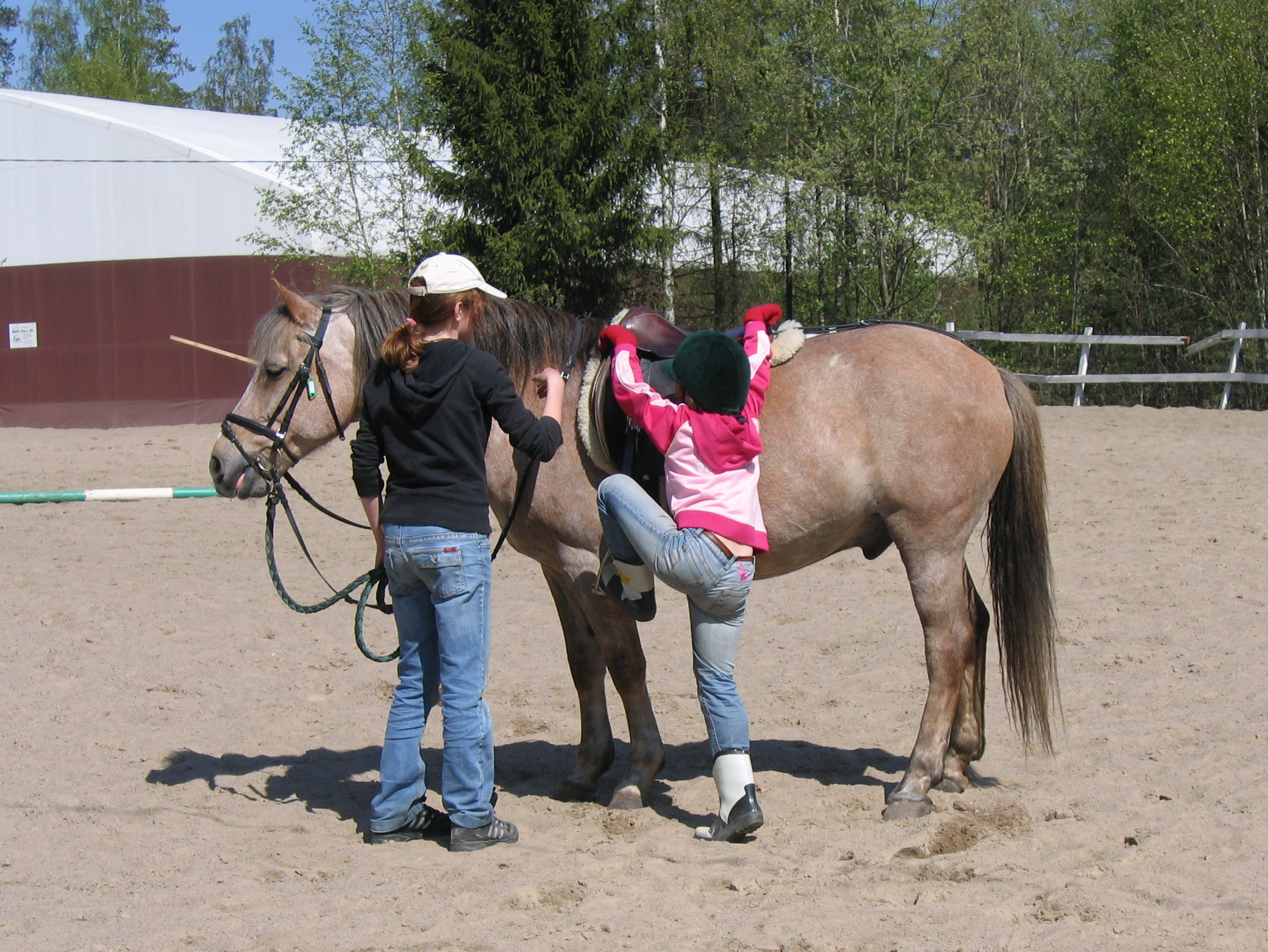
Aufsteigen

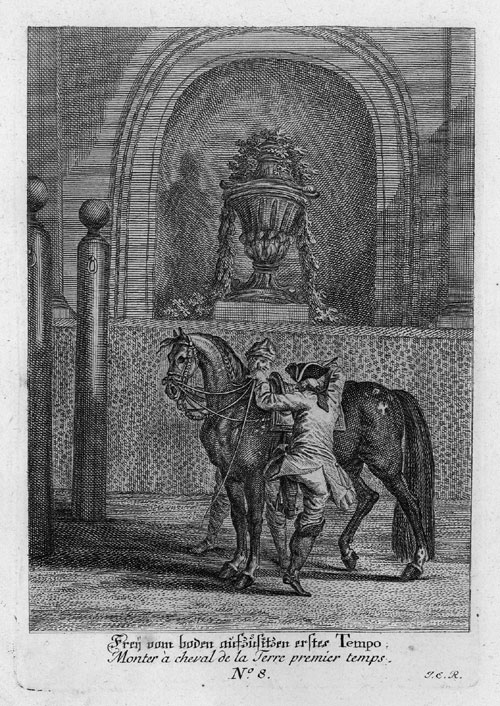
Gegenhalten, Johann Elias Ridinger, 1760

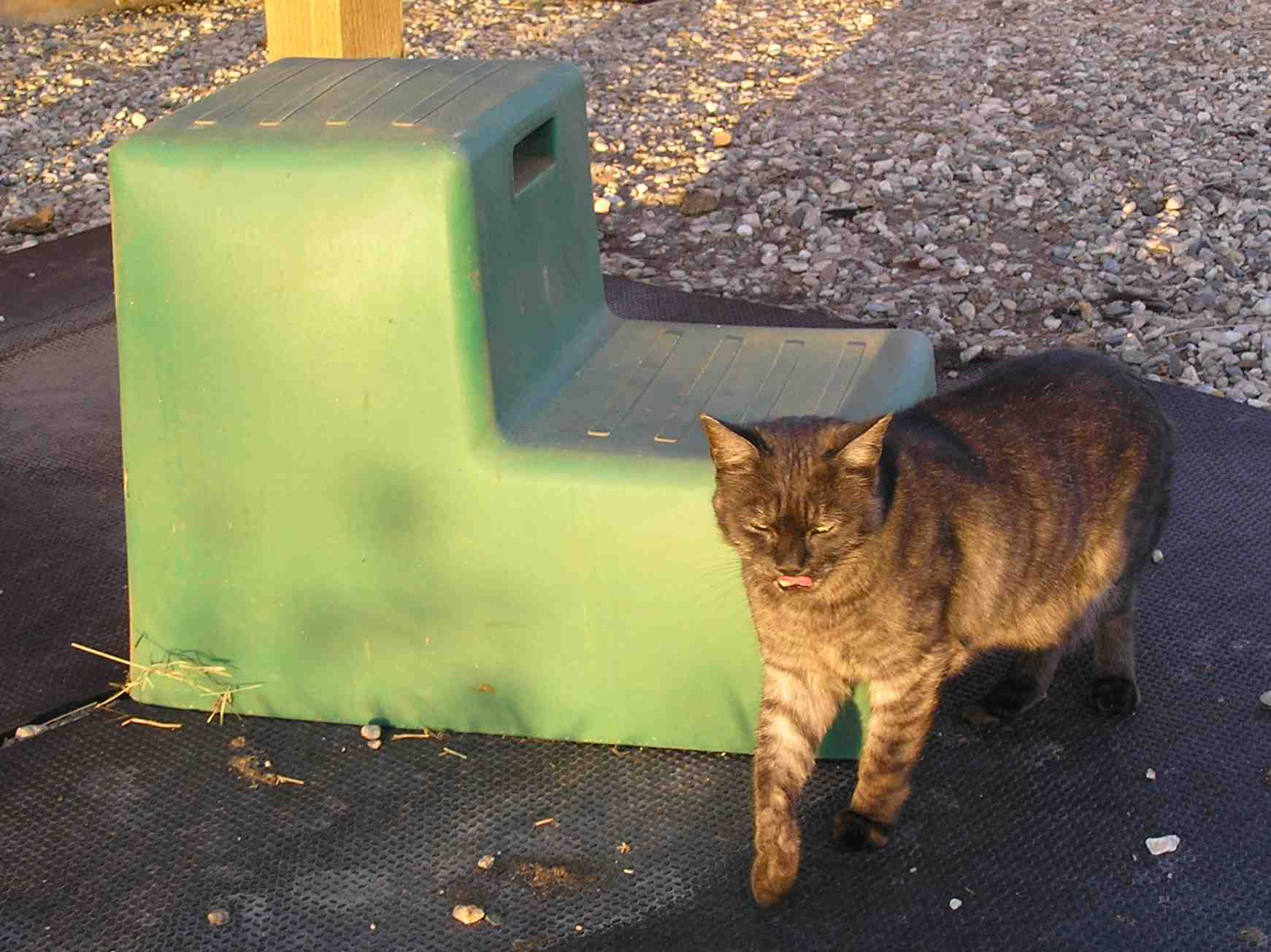
Aufsteighilfe aus Kunststoff

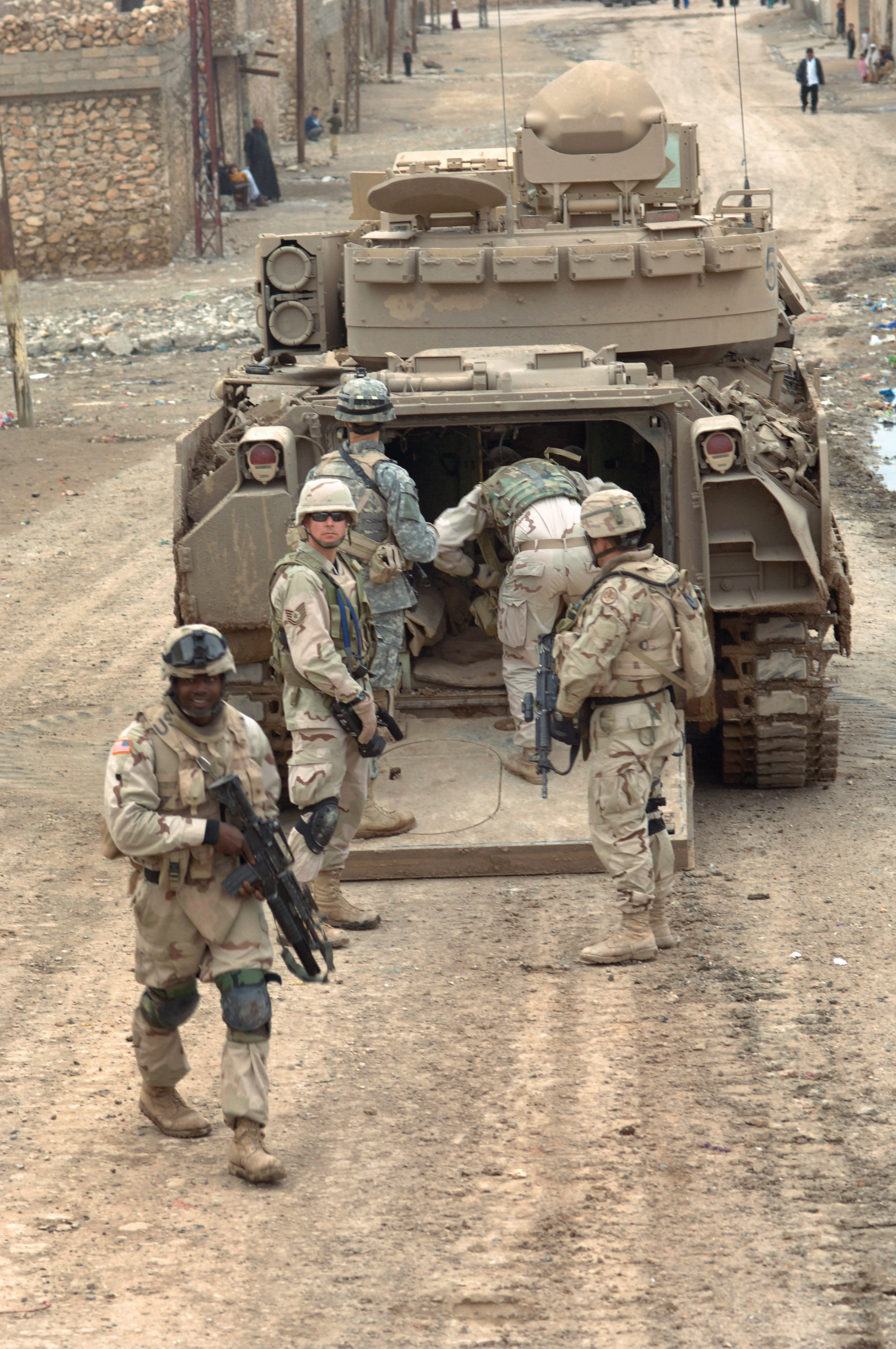
Infanterietrupp beim Aufsitzen auf einen M2/M3 Bradley

Aufsitzen oder Aufsteigen bezeichnet das Besteigen eines Reittiers oder eines Fahrzeuges.

## Aufsitzen auf Pferde
Üblicherweise nähert sich der Reiter dem Pferd von links und zieht vor dem Aufsitzen den Sattelgurt nach. Der linke Fuß wird in den Steigbügel gestellt, mit der rechten Hand an das Hinterzwiesel gegriffen, das Gewicht auf den Steigbügel verlagert, hochgedrückt, das rechte Bein über die Kruppe geschwungen und weich eingesessen. Eine zweite Person kann auf der Gegenseite am Steigbügelriemen gegenhalten, damit der Sattel nicht verrutscht. Dies wird insbesondere bei Pferden mit wenig ausgeprägtem Widerrist praktiziert. Gegenhalten schont den Rücken des Pferdes, da die Belastung besser verteilt wird. Das Aufsitzen ist eine große, einseitige Belastung für den Rücken der Pferde. Aufsteighilfen, wie beispielsweise ein Podest oder ein Reiterstein, sind daher nicht nur für Reiter, sondern auch für Pferde von Nutzen.
Um ohne Steigbügel aufzusitzen, muss der Reiter bei Großpferden wie beim Voltigieren aufspringen, mit einer Aufsteighilfe oder mit Hilfestellung aufsitzen. Bei dieser Variante hebt ein Helfer den Unterschenkel des Standbeins an, bis das andere Bein über das Pferd geschwungen werden kann.
Pferde können dazu erzogen werden sich hinzulegen, um das Aufsteigen zu erleichtern. Das Lieblingspferd des württembergischen Königs Friedrich I. Helene war nicht nur stark genug, um den fülligen Landesherrn zu tragen, sondern auch dazu abgerichtet, niederzuknien, um Friedrich I. aufsitzen zu lassen.

## Absitzen vom Pferd
Beim Absitzen werden zuerst die Füße aus den Bügeln genommen, dann wird das rechte Bein über die Kruppe geschwungen und weich zu Boden geglitten. Nach dem Absitzen werden die Steigbügel versorgt. Entweder werden die Bügel übergeschlagen oder die Steigbügel werden am unteren Steigbügelriemen bis ganz nach oben geschoben. Damit der Bügel besser hält, kann der Steigbügelriemen noch von oben her durch den Steigbügel gesteckt werden.

## Aufsitzen auf Kamele
Kamele werden ausgebildet, sich zum Aufsitzen hinzulegen, damit der Reiter leichter aufsteigen kann.

## Signale zum Aufsitzen
Im 19. Jahrhundert gab es in der Kavallerie ein eigenes Trompetensignal für das Aufsitzen. Auch beim Jagdreiten blasen die Jagdhornbläser beim Stelldichein und nach der Pause das Signal zum Aufsitzen, in diesem Zusammenhang auch monter à cheval genannt.

## Aufsitzen bei Fahrzeugen
Beim Militär, bei der Feuerwehr, beim THW und bei der Polizei wird mit Aufsitzen das Besteigen der Fahrzeuge bezeichnet.
Auch bei einem Fahrrad oder einem Motorrad wird aufgesessen oder aufgestiegen.